# 엔트랩먼트
《엔트랩먼트》(영어: Entrapment)는 미국, 영국, 독일에서 제작된 존 에이미얼 감독의 1999년 하이스트 영화이다. 숀 코너리가 제작을 맡고 캐서린 지타존스 등과 함께 출연하였다.

## 출연진
- 숀 코너리 - 로버트 “맥” 맥두걸 역
- 캐서린 지타존스 - 버지니아 “진” 베이커 역
- 윌 패튼 - 헥터 크루즈 역
- 빙 레임스 - 에런 티버도 역
- 모리 체이킨 - 콘래드 그린 역
- 케빈 맥낼리 - 해스 역
- 테리 오닐 - 퀸 역
- 팀 포터 - 밀레니엄 맨
- 롤프 색슨 - 국장 역

## 기타 제작진
- 배역: 미셸 귀시, 도나 아이작슨
- 미술: 노먼 가우드
- 의상: 페니 로즈

## 우리말 녹음
MBC 성우진 (2002년 2월 9일)
- 유강진 - 맥 (숀 코너리)
- 윤소라 - 진 (캐서린 지타존스)
- 권혁수 - 헥터 (윌 패튼)
- 이철용 - 티버도 (빙 레임스)
- 김용식 - 콘래드 (모리 체이킨)
- 이우신
- 김강산
- 이승환
- 이영란
- 엄태국
- 고성일
- 이상훈
- 채의진
- 최한
- 표영재